# La mujer que no tuvo infancia
La mujer que no tuvo infancia es una película de comedia y drama mexicana de 1957, escrita y dirigida por Tito Davison, y protagonizada por Libertad Lamarque y Pedro Armendáriz.

## Argumento
Al morir su esposo, una mujer (Libertad Lamarque) hereda su fortuna pero entra en una profunda crisis emocional que le hace actuar como una niña. Su abogado (Pedro Armendáriz) será el encargado de proteger sus intereses contra los de los parientes de su difunto esposo en todo momento y ayudarla a recuperarse de su condición, ya que, en secreto, está enamorado de ella.

## Reparto
- Libertad Lamarque como Rosaura.
- Pedro Armendáriz como Lic. Alberto Garza Cifuentes.
- Elsa Cárdenas como Luisa.
- Freddy Fernández «El Pichi» como Alberto Jr.
- Andrea Palma como Matilde.
- Anita Blanch como Clotilde.
- José Baviera como Andrés.
- Carlos Martínez Baena como representante del consejo.
- Ignacio Peón como Nicolás, mayordomo.
- Nicolás Rodríguez como José de la Vega, consejero.
- Emilio Gaete como Doctor Salazar.
- Armando Arriola como Alejandrito.
- José Pardavé como Vendedor de helados.
- Rogelio Jiménez Pons como Pepito (como Niño Rogelio Jiménez Pons).
- Magda Donato como La nena Rendón.
- Sara Cabrera como Eduviges.
- Enrique Díaz Indiano como Doctor.
- Armando Velasco como Doctor Andrade.
- Daniel Arroyo como Daniel Treviño de Velasco (no acreditado).
- León Barroso como Mesero (no acreditado).
- Lonka Becker como Gringa en restaurante (no acreditada).
- Alfonso Carti como Mesero (no acreditado).
- Roy Fletcher como Anunciador (no acreditado).
- Pepita González como Amiga de Matilde (no acreditada).
- Leonor Gómez como Cocinera (no acreditada).
- Ana María Hernández como Amiga de Matilde (no acreditada).
- Bertha Lehar como Juanita, sirvienta (no acreditada).
- Elvira Lodi como Mujer en restaurante (no acreditada).
- Miguel Manzano como Señor Juez (no acreditado).
- Concepción Martínez como Carmencita (no acreditada).
- Álvaro Matute como Hombre en restaurante (no acreditado).
- Consuelo Monteagudo como Chelito, amiga de Matilde (no acreditada).
- Carlos Robles Gil como Miembro del consejo (no acreditado).
- Aurora Ruiz como Crescencia, sirvienta de Alberto (no acreditada).